# 山梨県立ふじざくら支援学校
山梨県立ふじざくら支援学校（やまなしけんりつ ふじざくらしえんがっこう）は、山梨県南都留郡富士河口湖町に所在する特別支援学校。知的障害、肢体不自由、および重複障害のある児童・生徒を対象としており、小学部・中学部・高等部を設置している。
1996年（平成8年度）に「富士ふれあいの村」内に開設され、山梨赤十字病院が隣接している。

## 児童生徒数
- 115名（令和7年度）[1]

## 通学区域
- 南都留郡（道志村を除く）、富士吉田市[2]

## 学校間交流
鳴沢村立鳴沢小学校、富士河口湖町立河口湖北中学校、山梨県立富士北稜高等学校、山梨県立吉田高等学校などと交流活動を実施している。

## 沿革
- 1990年 - 「全ての障害児に適切な教育を望む父母の会」、議会へ養護学校設立を請願[4]
- 1993年 - 山梨県特殊教育振興審議会を設置、富士北麓・東部地域の養護学校新設を諮問、養護学校の新設および暫定措置として県立甲府養護学校富士吉田分校の開設を答申
- 1994年4月8日 - 甲府養護学校富士吉田分校 開校・入学式を挙行
- 1995年3月16日 - 「ふれあいの村」起工式を実施
- 1995年12月 - 「ふれあいの村」を「富士ふれあいの村」、養護学校を「県立ふじざくら養護学校」と命名
- 1996年3月21日 - 甲府養護学校富士吉田分校 閉校式を挙行
- 1996年4月6日 - ふじざくら養護学校 転入・始業式を実施
- 1996年4月9日 - 第1回入学式を挙行
- 1996年4月15日 - 開校式・開村式を挙行
- 1996年4月25日 - 天皇・皇后が行幸啓
- 1996年6月 - 第1回ハートフルコンサート開催（以降毎年6月に開催）、学校間交流開始（小学部：下吉田第二小学校、中学部：河口湖北中学校、高等部：山梨県立北富士工業高等学校と提携）
- 1996年10月6日 - 第1回ふじざくら祭（第2回以降は11月に実施）
- 1997年3月1日 - 校歌発表会を実施
- 1997年5月 - 第1回運動会を実施
- 1998年5月 - 運動会をスポーツレクリエーションに変更
- 1998年6月 - 山梨県特殊教育諸学校研究協議会主管校として総会および研究大会を開催、学校紹介のホームページを開設
- 1998年9月 - 山梨県知的障害養護学校PTA連合会の事務局校として関東甲信越地区総会・研究協議を開催
- 1999年5月 - 介護等体験の学生受け入れを開始
- 2000年5月 - 小学部の学校間交流提携校を鳴沢小学校に変更
- 2000年9月 - 高等部サタデークラブ活動開始（2014年まで）
- 2001年4月 - 富士聖ヨハネ学園からの高等部入学実現
- 2001年5月 - 学校評議員会設置、人材バンク開設、冷暖房完備の食堂新設
- 2002年6月 - サッカーW杯・カメルーン選手団来校歓迎交流会を開催
- 2002年12月 - 吉田高等学校（3年生選択授業）との学習交流を開始
- 2003年4月 - 教務部にセンター校担当係を設置、富士吉田・河口湖地区4高校との学校間連携授業を開始
- 2003年9月 - 児童生徒増によりスクールバスを中型車に変更（中型車3台運行）
- 2004年4月 - 地域支援部を開設、渉外部を総務部に変更、創立10周年記念準備委員会・校内実行委員会設置
- 2004年5月 - 高校総体・陸上競技の部に参加
- 2005年4月 - 文部科学省委託事業「特別支援教育体制推進事業」連絡協議会事務局を担当
- 2005年9月 - スクールバス中型車1台増（中型車4台運行）
- 2005年10月 - 創立10周年記念式典を挙行
- 2006年4月 - 医療的ケアを開始
- 2007年4月 - 学校教育法改正により「ふじざくら支援学校」に校名変更、訪問教育を開始
- 2007年10月 - PTA連合会の事務局校として関東甲信越地区の総会・研究協議を開催
- 2008年4月 - 富士吉田・河口湖地区の学校間連携が3校に
- 2013年3月 - 高等部棟を増築（児童生徒増加のため）
- 2015年11月6日 - 創立20周年記念公開研究会「インクルーシブ教育システム構築に向けた合理的配慮に係る実践的研究」
- 2015年12月5日 - 創立20周年記念式典を挙行
- 2016年1月16日 - 山梨県より学校給食優良校として表彰
- 2017年1月26日 - 公開研究会「児童生徒に即した合理的配慮の指導実践」開催
- 2019年3月3日 - 東京2020オリンピック・パラリンピック フラッグ歓迎イベントに児童生徒代表2名が参加
- 2019年4月 - スヌーズレンルームを設置
- 2019年9月12日 - ラグビーW杯・フランス選手団来校歓迎交流会を開催
- 2020年2月 - 特別教室棟にエアコン設置
- 2020年3月 - 新型コロナ感染症拡大防止のため全国一斉臨時休業（〜2020年5月24日）
- 2020年3月30日 - スクールバス中型車2台を入替（老朽化のため）
- 2020年5月 - 2週間の学部分散登校を経て6月8日より通常授業再開
- 2020年11月27日 - PTAが文部科学大臣から表彰を受ける
- 2021年3月 - GIGAスクール構想によりタブレット端末を整備
- 2022年2月8日 - 富士河口湖町と福祉避難所協定を締結

## 所在地
〒401-0301　山梨県南都留郡富士河口湖町船津6663-1

## 周辺施設
- 富士ふれあいセンター
- 障害者支援施設「はまなし寮」

## アクセス
富士急行線「河口湖駅」下車、山梨赤十字病院行きバスに乗車し終点下車、徒歩約5分。